# Andrenosoma igneum
Andrenosoma igneum là một loài ruồi trong họ Asilidae. Andrenosoma igneum được Bromley miêu tả năm 1929. Loài này phân bố ở vùng Tân nhiệt đới và Tân Bắc giới.